# Lidia Jazgar
Lidia Jazgar (ur. 6 grudnia 1965 w Krakowie) − współzałożycielka, menedżerka i wokalistka zespołu Galicja. Wraz z zespołem była laureatką Studenckiego Festiwalu Piosenki. W latach 90. XX w. związana z Piwnicą pod Baranami.

## Życiorys
Absolwentka pedagogiki UJ, dyplomowany choreograf. Prezenterka telewizyjna i radiowa, konferansjer (np. na koncercie z okazji 750-lecia lokacji Artyści Krakowa swojemu Miastu, TVP2 2007), organizatorka wydarzeń kulturalnych, m.in. Galicyjskich Wieczorów z Piosenką, Nowa Huta. Dlaczego nie?!. Właścicielka Agencji Artystyczno-Promocyjnej Art Blue.	
Od 2001 r. wspólnie z Anną Dymną prowadzi Festiwal Twórczości Teatralno-Muzycznej Albertiana w Teatrze im. Słowackiego. Za działalność społeczną na rzecz osób niepełnosprawnych i chorych otrzymała w 2007 roku Medal Świętego Brata Alberta. Członek Rady Fundacji im. Brata Alberta.

## Dyskografia
Piosenki w wykonaniu wokalistki znalazły się na płytach:
1. Oczekiwanie, wyd. Stebo, 1992 (reedycja ArtBlue 2010)
2. Zielona Cytryna, wyd. Pomaton EMI, 1996
3. Za oknem zamieć, wyd. F.F.Folk, 1996
4. Polska Muzyka Ludowa, wyd. NCK, 1997
5. Pomarańcza, wyd. Pomaton EMI, 1998
6. Piosenki przeglądu kabaretów PAKA Miłość, Wiosna i Kabaret, wyd. Stowarzyszenie Rotunda, 1999
7. Kraina łagodności. Czterolistna, wyd. Pomaton EMI, 2000
8. Czasem, wyd. Dalmafon, 2001
9. Gitarą i piórem, wyd. Polskie Radio, 2001
10. Tak było grane..., wyd. Agencja AS Kraków, 2002
11. Mandarynka, wyd. Pomaton EMI, 2004
12. Obok snów, wyd. Art Blue, 2005
13. Wieczór kolęd i pastorałek, wyd. Art Blue, 2005
14. Wideoteka dorosłego człowieka, wyd. MTJ, 2006
15. Wiał wiatr, wyd. Art Blue, 2008
16. Hospicjum. Kochając do końca... (DVD), wyd. WAM, 2009
17. All About Music. 3CDs, wyd. Galapagos Music, 2009